# 훌리오 코르타사르

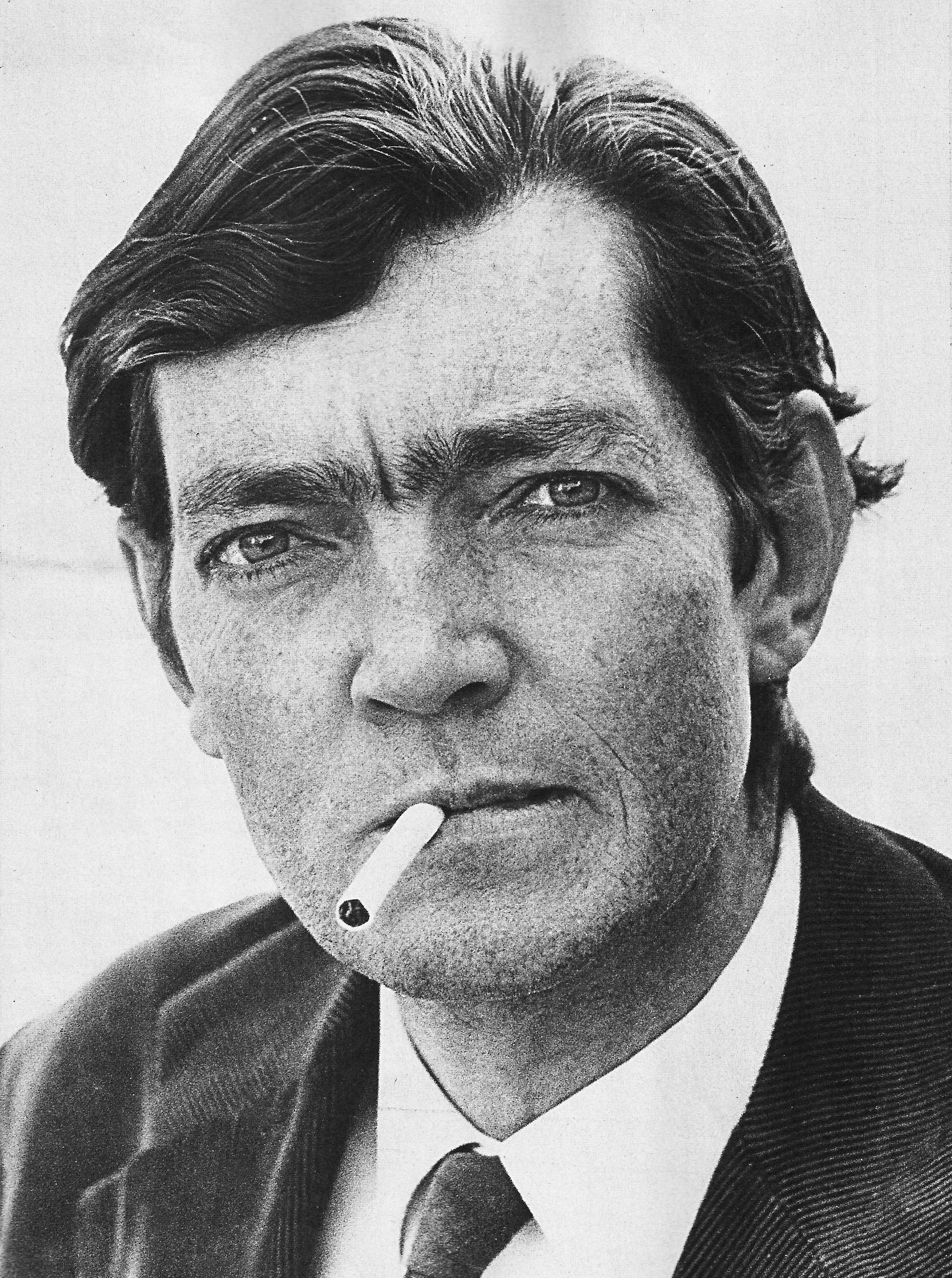
1967년의 코르타사르.

서명.

훌리오 코르타사르(Julio Cortázar, Jules Florencio Cortázar, 1914년 8월 26일 ~ 1984년 2월 12일)는 아르헨티나의 소설가, 단편 소설가, 수필가이다. 라틴아메리카 붐을 일으킨 사람들 가운데 한 명으로, 아메리카와 유럽 내 모든 세대의 스페인어 독자 및 작가에 영향을 미쳤다.

## 생애
훌리오 코르타사르는 1914년 8월 26일, 벨기에 브뤼셀의 익셀에서 태어났다. 전기작가 Miguel Herráez에 따르면 그의 부모 Julio José Cortázar와 María Herminia Descotte는 아르헨티나의 시민이었으며 그의 아버지는 벨기에에서 아르헨티나의 외교부에서 복무했다.

## 도서
- 《팔방치기》
- 《행복한 청소부 곰》
- 《아르헨티나 단편집》